# Sergo Goglidzé
 (janvier 2025).
Sergo Arsenevich Goglidzé (en russe : Сергей Арсеньевич Гоглидзе), né le 12 août 1901 et mort exécuté le 23 décembre 1953, est un haut dirigeant du NKVD soviétique.

## Biographie
Goglidzé naît dans la région de Koutaïssi en Géorgie. Il rejoint la Tchéka (devenue Guépéou ensuite NKVD) en 1921 et après y avoir servi dans les troupes de gardes-frontières, il est nommé en 1934 commissaire du peuple aux affaires intérieures d'abord de la RSFS de Transcaucasie, ensuite en 1937 de la République socialiste soviétique de Géorgie. Membre candidat du Comité Central du Parti communiste de l'Union soviétique, il fut élu député du Soviet suprême en 1937. En Novembre 1938, il est assigné à la tête du NKVD de la région de Léningrad avec pour tâche de le purger après le renvoi de Nikolai Iejov. En 1941 il est envoyé en Bessarabie annexée où il supervisa la déportation des populations jugées "anti-soviétiques". En juillet 1941, après l'invasion allemande, il est nommé à Khabarovsk dans l'extrême-orient russe comme responsable régional du NKVD. En 1951, il est promu comme vice-ministre de la sécurité d'état (MGB) où il se chargea notamment de l'instruction de l'affaire du "complot des blouses blanches".
Démis de ses fonctions après la chute de son mentor et compatriote géorgien Béria à la suite de la lutte de pouvoir qui suivit la mort de Staline, il est arrêté, jugé et exécuté le 23 décembre 1953 à Moscou avec Béria et plusieurs des proches collaborateurs de ce dernier, dont Vsevolod Merkoulov et Bogdan Koboulov. Son corps a été incinéré dans la fournaise du 1er crématorium de Moscou, les cendres ont été enterrées au cimetière Donskoï.

## Décorations
- Deux fois décoré de l'Ordre de Lénine (22/07/1937 et 21/02/1945)
- Quatre fois décoré de l'Ordre du Drapeau rouge.
- Ordre de Koutouzov 2e degré (03/08/1944)
- Ordre de l'Étoile rouge (20/09/1943)
- Ordre du Drapeau rouge du Travail (30/10/1942)
- Ordre du Drapeau rouge du Travail de la RSFSR (07/03/1932)